# دايفيد فرنانديز
دايفيد فرنانديز (بالإسبانية: David Fernández Miramontes)‏ (20 يناير 1976 لا كورونيا إسبانيا - ) هو لاعب كرة قدم إسباني يلعب كمهاجم.

## روابط خارجية
- دايفيد فرنانديز على موقع قاعدة بيانات كرة القدم.إي يو (الإنجليزية)
- دايفيد فرنانديز على موقع Soccerbase.com (لاعب) (الإنجليزية)
- دايفيد فرنانديز على موقع عالم كرة القدم.نت (الإنجليزية)